# Outside (데이비드 보위의 음반)
| 전문가 평가                   | 전문가 평가 |
| 평가 점수                     | 평가 점수   |
| 출처                          | 점수        |
| ----------------------------- | ----------- |
| AllMusic                      | [ 1 ]       |
| Blender                       | [ 2 ]       |
| Encyclopedia of Popular Music | [ 3 ]       |
| Entertainment Weekly          | B–          |
| Los Angeles Times             | [ 5 ]       |
| Pitchfork                     | 8.2/10      |
| Q                             | [ 7 ]       |
| Rolling Stone                 | [ 8 ]       |
| The Rolling Stone Album Guide | [ 9 ]       |
| Select                        | 2/5         |
| Spin                          | 6/10        |

《Outside》(《1. Outside》로 스타일링되고 《The Nathan Adler Diaries: A Hyper-cycle》라는 부제가 붙었다)는 영국의 음악가 데이비드 보위의 스물 번째 스튜디오 음반이다. 1995년 9월 25일, 미국의 버진 레코드와 다른 지역의 아리스타 레코드, BMG, RCA 레코드를 통해 발매되었다. 1970년대 후반 베를린 3부작 이후 보위와 음악가 브라이언 이노를 재결합시켰다. 두 사람은 다양한 아웃사이더와 퍼포먼스 아티스트와 같은 주류에서 벗어난 개념에서 영감을 받았다. 녹음은 1994년 3월 스위스에서 시작되어 11월까지 계속되었다. 실험 세션 동안 보위는 살인과 같은 "예술 범죄"가 사회에 만연하는 세계를 구상했고, 그 결과 《Leon》 프로젝트는 처음에는 비상업적인 성격 때문에 레이블의 저항에 직면했다. 1995년 초 뉴욕에서는 《Q》 잡지에 보위가 일기를 쓴 후 더 많은 상업 자료를 기록하고 《Leon》 개념을 수정하기 위해 추가 세션이 진행되었다.
텔레비전 시리즈 《트윈 픽스》의 영향을 받은 《Outside》의 이야기는 뉴저지주 옥스퍼드 타운의 주민들에 관한 이야기이며 비선형적인 서술로 표현된다. 그것은 형사 네이선 애들러가 14살 소녀의 살인을 조사하는 것을 따라간다. 개별 트랙은 특정 캐릭터의 관점을 보여주는 반면, 노래 사이의 구어는 캐릭터들로부터 더 많은 이상을 전달한다. 이 이야기와 애들러의 일기는 이 음반의 CD 책자에 소개되었다. 음악적으로 《Outside》는 아트 록, 인더스트리얼 록, 재즈, 일렉트로니카, 앰비언트 등 다양한 스타일을 보여준다. 그것은 또한 보위의 이전 작품에서 발견된 요소들을 포함하고 있다. 음반 커버는 보위가 직접 만든 그림이다.
이 음반에 앞서 리드 싱글 〈The Hearts Filthy Lesson〉이 발매되었으며, 미국과 영국 차트에서 저조한 성적을 거두었다. 영국에서 브릿팝이 한창일 때 발매된 《Outside》는 처음에는 비평가들로부터 엇갈린 평가를 받았다. 대부분의 사람들이 그 음악을 칭찬했지만, 다른 사람들은 그 개념이 가식적이고 따르기 어렵다는 것을 알았다. 그럼에도 불구하고, 많은 사람들은 이 음반을 1980년 《Scary Monsters》 이후 보위의 가장 훌륭한 음반으로 여겼다. 《Outside》는 영국에서 8위, 미국에서 21위로 정점을 찍었다. 두 개의 싱글이 음반 〈Strangers When We Meet〉과 펫 숍 보이스가 피처링한 〈Hallo Spaceboy〉의 리믹스에 함께 참여했는데, 두 곡 모두 영국에서 좋은 성적을 거두었다.
보위는 Outside Tour를 통해 이 음반을 지원했지만, 더 오래된 히트곡을 연주하지 않았다는 이유로 비판을 받았다. 미국에서의 오프닝은 나인 인치 네일스였으며, 이후 몇 년 동안 프런트맨 트렌트 레즈너와 보위 사이에 다수의 협업을 이끌어냈다. 《Outside》로 계획된 여러 속편은 결실이 되지 않아 음반의 스토리를 벼랑 끝에 내몰았다. 대신에 보위는 그의 다음 음반인 《Earthling》 (1997년)을 위해 음반과 투어에서 나온 음악적 아이디어를 사용했다. 돌이켜보면, 《Outside》는 더 긍정적인 평가를 받았는데, 대부분은 계속해서 음악을 칭찬하지만 스토리와 길이를 비판한다. 이 음반은 2003년에 재발매되었고 박스 세트인 《Brilliant Adventure (1992–2001)》의 일부로 2021년에 리마스터드되었다.

## 배경
1992년 6월, 데이비드 보위와 이만 압둘마지드는 수많은 유명 인사들을 초청한 결혼식에서 그들의 결혼을 공식화했는데, 그 중 한 명은 이전에 보위가 1970년대 후반 베를린 3부작에서 함께 작업했던 멀티 악기 연주자 브라이언 이노였다. 1992년 이노는 U2의 《Achtung Baby》 (1991년)에 대한 그의 최근 작품은 상당한 찬사를 받았다. BBC 라디오 진행자 존 필은 다음과 같이 말했다. "그는 그런 사람들 중 한 명입니다... 그는 사람들이 그의 모든 말을 끔찍하게 심각하게 받아들이는 일종의 나이든 정치인의 미디어 역할로 전락했습니다." 결혼식에서 보위는 이노에게 보위가 그의 다음 음반인 《Black Tie White Noise》 (1993년)에서 탐구할 스타일을 보여주는 테이프를 주었다. 그것은 이노의 흥미를 자극했고 두 사람은 다시 협력할 생각을 의논했다. 1993년 《The Buddha of Suburbia》을 들은 이노는 보위에게 연락하여 협력하기로 동의하였다.

## 발매

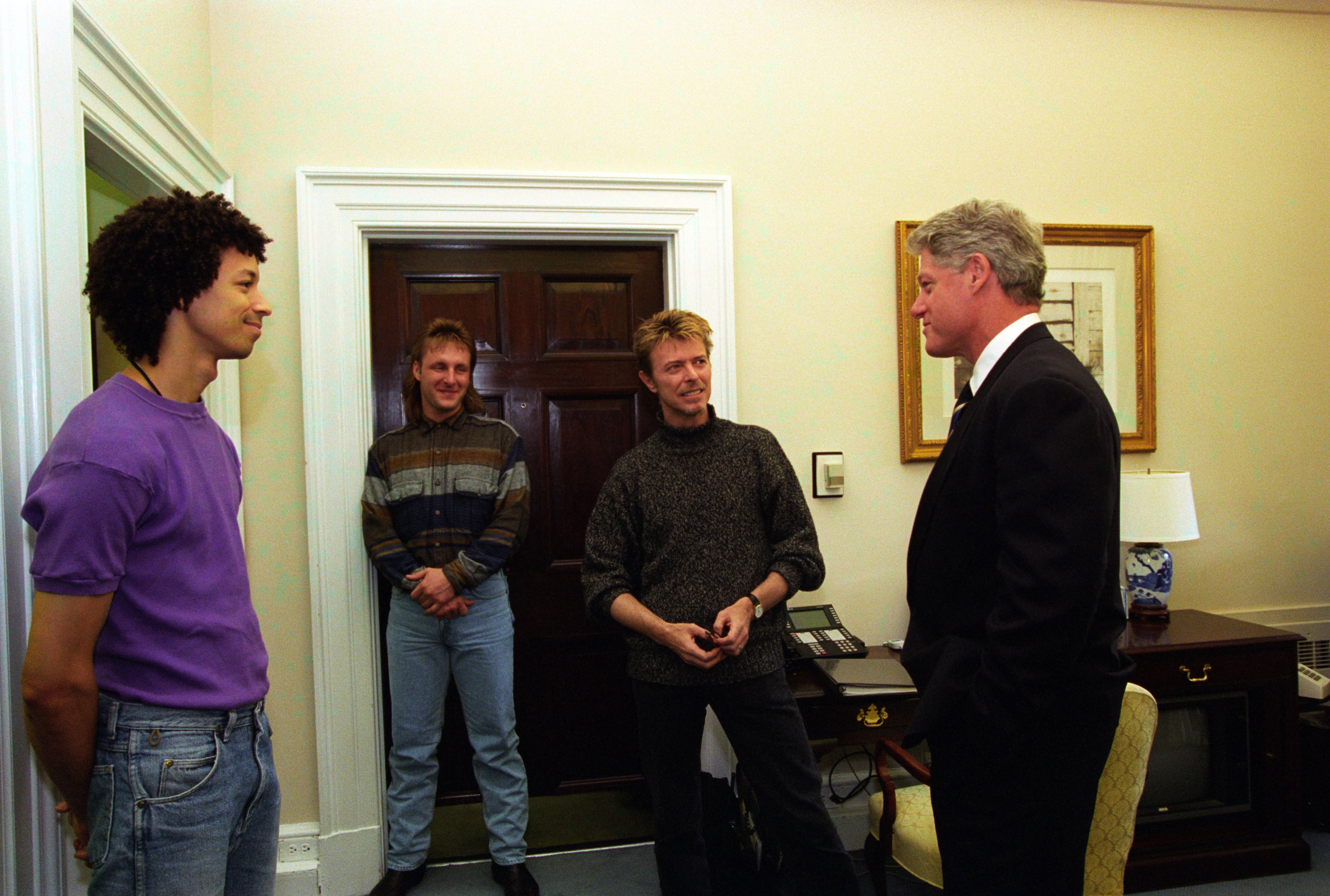
보위 (오른쪽 가운데)와 그의 밴드가 1995년 10월, 《Outside》 발매 직후 빌 클린턴 당시 미국 대통령 (오른쪽)을 방문했다.

1994년까지 보위는 3년 만에 세 번째로 레이블이 없었다. 《Outside》의 발매는 보위가 미국 배급사를 찾으려고 시도하는 동안 연기되었는데, 후에 "우리가 처음 녹음했을 때 아무도 《Outside》를 가져가지 않을 것이다"라고 언급하였다. 1995년 6월, 보위는 버진 레코드와 계약을 맺고, 9월, 《뮤직 커넥션》과의 인터뷰에서 이 레이블이 《Outside》 컨셉에 대해 "극도의 지원"이었고, 스튜디오에서 보위의 완전한 창조적 통제권을 허용했다.  추가적으로, 버진은 보위의 작품에 대한 권리를 《Let's Dance》 (1983년)부터 《Tin Machine》까지 획득했고, 보너스 트랙으로 남은 기간 동안 재발행했다. 영국에서 보위는 《Black Tie White Noise》와 《The Buddha of Suburbia》를 발행한 BMG와 새로운 계약을 맺었다. BMG는 1970년대 내내 보위의 레이블인 RCA 레코드와 제휴했고 1982년에 탈퇴했다.
이 음반은 1995년 9월 11일, 〈The Hearts Fully Lesson〉이 리드 싱글로 발매되기 전에 발매되었다. 1991년 너바나의 〈Smells Like Teen Spirit〉의 감독인 새뮤얼 바이어가 제작한 뮤직 비디오와 함께 제작되었다. 이 비디오는 편집된 버전이 제공될 때까지 MTV에 대한 초기 금지를 야기한 도발적인 이미지를 특징으로 한다. 보위는 론 애티에게 비디오 출연을 요청했으나 거절했다. 상업적으로, 이 싱글은 영국 싱글 차트에서 35위, 미국 빌보드 핫 100에서 92위로 정점을 찍었다. 니콜라스 페그와 폴 트린카는 보위가 차트 어필보다는 "예술적 가치"의 비디오를 보여주고 싶어했다고 말한다.

## 곡 목록
| #   | 제목                                            | 작사·작곡                                                                                | 재생 시간 |
| --- | ----------------------------------------------- | ---------------------------------------------------------------------------------------- | --------- |
| 1.  | 〈Leon Takes Us Outside〉                       | 데이비드 보위, 브라이언 이노, 리브스 가브렐스, 마이크 가슨, 에르달 크즐라이, 스털링 캠벨 | 1:25      |
| 2.  | 〈Outside〉                                     | 보위, 케빈 암스트롱                                                                      | 4:04      |
| 3.  | 〈The Hearts Filthy Lesson〉                    | 보위, 이노, 가브렐스, 가슨, 크즐라이, 캠벨                                               | 4:57      |
| 4.  | 〈A Small Plot of Land〉                        | 보위, 이노, 가브렐스, 가슨, 크즐라이, 캠벨                                               | 6:36      |
| 5.  | 〈Segue – Baby Grace (A Horrid Cassette)〉      | 보위, 이노, 가브렐스, 가슨, 크즐라이, 캠벨                                               | 1:39      |
| 6.  | 〈Hallo Spaceboy〉                              | 보위, 이노                                                                               | 5:14      |
| 7.  | 〈The Motel〉                                   | 보위                                                                                     | 6:49      |
| 8.  | 〈I Have Not Been to Oxford Town〉              | 보위, 이노                                                                               | 3:47      |
| 9.  | 〈No Control〉                                  | 보위, 이노                                                                               | 4:33      |
| 10. | 〈Segue – Algeria Touchshriek〉                 | 보위, 이노, 가브렐스, 가슨, 크즐라이, 캠벨                                               | 2:03      |
| 11. | 〈The Voyeur of Utter Destruction (as Beauty)〉 | 보위, 이노, 가브렐스                                                                     | 4:21      |
| 12. | 〈Segue – Ramona A. Stone/I Am with Name〉      | 보위, 이노, 가브렐스, 가슨, 크즐라이, 캠벨                                               | 4:01      |
| 13. | 〈Wishful Beginnings〉                          | 보위, 이노                                                                               | 5:08      |
| 14. | 〈We Prick You〉                                | 보위, 이노                                                                               | 4:33      |
| 15. | 〈Segue – Nathan Adler〉                        | 보위, 이노, 가브렐스, 가슨, 크즐라이, 캠벨                                               | 1:00      |
| 16. | 〈I'm Deranged〉                                | 보위, 이노                                                                               | 4:31      |
| 17. | 〈Thru' These Architects Eyes〉                 | 보위, 가브렐스                                                                           | 4:22      |
| 18. | 〈Segue – Nathan Adler〉                        | 보위, 이노                                                                               | 0:28      |
| 19. | 〈Strangers When We Meet〉                      | 보위                                                                                     | 5:07      |

## 인증
| 국가       | 인증 | 판매량/출하량 |
| ---------- | ---- | ------------- |
| 이탈리아   | —    | 45,000        |
| 영국 (BPI) | 실버 | 200,000       |
| 요약       |      |               |
| 전 세계    | —    | 1,100,000     |